# Carlo Sartori (massmediologo)
Carlo Sartori (Castel del Piano, 3 luglio 1946 – Roma, 12 febbraio 2012) è stato un autore televisivo, dirigente d'azienda, critico televisivo, giornalista e massmediologo italiano, presidente di Rai Sat.

## Biografia
Laureato in discipline umanistiche, Carlo Sartori ha studiato alla Stanford University e fu visiting professor alla Columbia University di New York. Fu inviato speciale per La Stampa e collaboratore de Il Mondo; divenne direttore delle Relazioni Esterne presso Mondadori (1984). Nel 1988 riceve per il giornalismo il Premio Scanno.
È stato un dirigente della Rai e studioso nel campo della comunicazione e della televisione pubblica italiana, occupandosi soprattutto di ricerca e riflessione critica sul ruolo e sulle trasformazioni del mezzo televisivo. Ha insegnato Teorie e tecniche delle comunicazioni di massa al DAMS di Bologna e nella facoltà di Sociologia dell'Università di Urbino, allo IULM di Milano, docente di Strategie di immagine alla LUISS di Roma, direttore dell'Area di studi massmediologici del Master in Gestione delle imprese cinematografiche e televisive presso l'Università « Tor Vergata » di Roma, docente di Storia delle comunicazioni di massa alla Sapienza di Roma. Fu presidente della società di consulenza Global Media Italia. Fu inoltre primo presidente di DGTVi e dell'Associazione italiana dei critici radiotelevisivi. 
Nel 2001 vinse il concorso come nuovo direttore della Televisione e Radio delle Nazioni Unite (la UNTV - United Nations Television) con Kofi Annan, ma rinunciò all'incarico.
Secondo Aldo Grasso, Sartori fu «un grande esploratore della tv, capace di orientarsi nell’intricato universo della multimedialità... La vitalità della tv derivava dalla sua natura metamorfica, come un'araba fenice che rinasce dalle proprie ceneri...». Il suo atteggiamento fu sempre improntato a signorilità e competenza, rappresentando una grande perdita.

### Attività in RAI
Ha ricoperto incarichi di rilievo manageriale all'interno della Rai come direttore editoriale della Nuova Eri dal 1992, venne nominato alla direzione unica delle Relazioni Esterne e Internazionali della Rai (1994), successivamente è stato tra i primi fondatori e presidente Rai Sat (1997-2007), creando il primo bouquet di canali RAI. È stato segretario generale del Prix Italia (1999-2001), il premio internazionale per programmi radiofonici e televisivi. Dal 2007 fu fra l'altro amministratore delegato di NewCo Rai International, poi Rai World. 
Sartori fu autore di inchieste pionieristiche sulle nuove frontiere dei linguaggi mediatici e sul gradimento dei generi televisivi in Italia con taglio sia scientifico/analitico sia divulgativo. Fu ideatore e autore di diverse trasmissioni negli anni '80 e '90, come Il giro del mondo in 80 TV (Rai 1, 1980), La fabbrica delle stelle (Rai 2, 1982) e Televisione, 50 di questi anni (Rai 1, 1986), Dieci anni che sconvolgono la tv (Rai 3, 1987), Tv Anni 90 (Rai 2, 1990), Supertelevision, caccia alla tv di qualità (DSE, Rai 2, 1992).

## Programmi televisivi
È stato autore e conduttore di trasmissioni televisive sul mondo delle comunicazione dal punto di vista scientifico-divulgativo:
- Il giro del mondo in 80 TV (Rai 1, 1980)
- La fabbrica delle stelle (Rai 2, 1982)
- Televisione, 50 di questi anni (Rai 1, 1986)
- Dieci anni che sconvolgono la TV (Rai 3, 1987)
- Il paese delle meraviglie (Rai 2, 1990)
- Tv Anni 90 (Rai 2, 1990)
- Supertelevision, caccia alla tv di qualità (Rai 2, 1992)

## Opere principali
È stato autore di numerosi saggi fondamentali per lo studio della televisione, si possono citare in volume:
- Occidente scomodo: la DC dopo Moro e la crisi italiana di Piero Bassetti; curatela; prefazione di Peter Nichols, Firenze, Vallecchi, 1978.
- L'occhio universale. Modelli di sviluppo, programmi e pubblico delle televisioni del mondo, prefazione di Marshall McLuhan, Milano, Rizzoli, 1981
- La fabbrica delle stelle. Divismo, mercato e mass media negli Anni '80, introduzione di Francesco Alberoni, Milano, Mondadori, 1983
- La grande sorella: il mondo cambiato dalla televisione, Milano, A. Mondadori, 1989. ISBN 88-04-31581-4
- La qualità televisiva, Milano, Bompiani, 1993. ISBN 88-452-2150-4
- Storie della comunicazione. Materiali per una riflessione globale, Roma, Kappa, 2001. ISBN 88-7890-415-5
- La grande sorella 2: la vendetta (della tv), Milano, Mondadori, 2009. ISBN 978-88-04-59516-8